# Riverside (band)

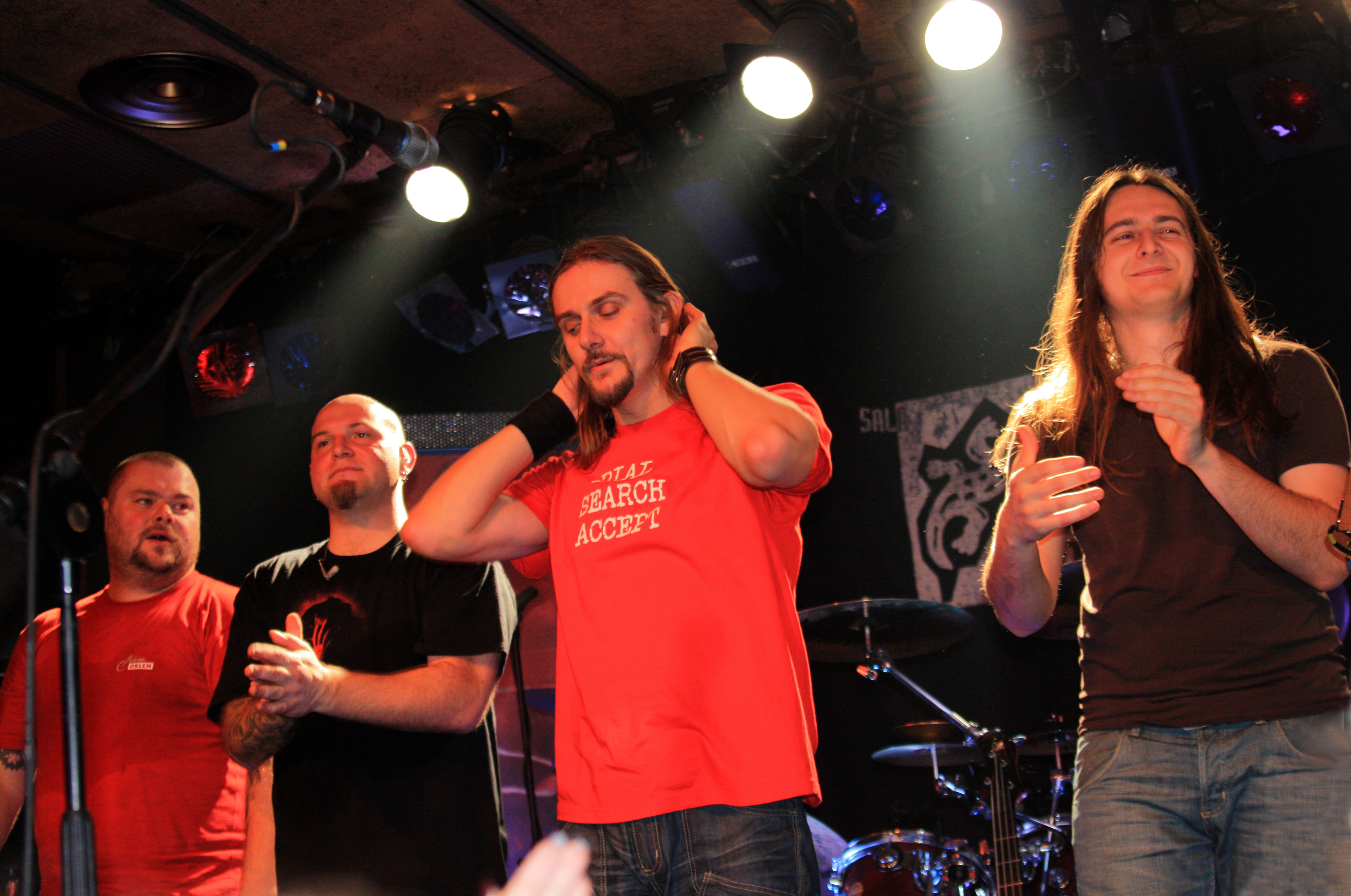
Riverside in 2009

Riverside is een progressieve-rock- en progressieve-metalgroep uit Warschau, Polen.

## Ontstaan
In 2001 richtte Piotr Grudziński (die gitaar in Unarmed speelde), Piotr Kozieradzki (de drummer van Domain) samen met geluidsman Jacek Melnicki, die allen een voorliefde voor progressieve rock en heavy metal hadden, een band op. Nadien voegde Mariusz Duda (ex-Xanadu-lid) zich bij hen, en ze veranderden hun naam in Riverside. In 2003 kwam hun demo Riverside uit. Wegens uiteenlopende meningen vertrok Melnicki, waarna toetsenist Michel Lapaj werd aangetrokken. Nadat in 2004 hun debuutalbum Out of Myself was verschenen, kwam de band bij platenmaatschappij InsideOut onder contract. In 2005 kwam hun tweede album Second Life Syndrome uit, in 2006 gevolgd door Voices in My Head. Deze ep was oorspronkelijk opgenomen om met name de Poolse fans van nieuw materiaal te voorzien maar werd onder het InsideOut-label opnieuw uitgebracht. In 2007 kwam het derde volwaardige album uit: Rapid-Eye Movement. Met dit album was hun trilogie Reality Dream compleet.
De muziek van Riverside wordt wel omschreven als een mengeling van Anathema, Dream Theater, Marillion, Opeth, Pink Floyd, Pain of Salvation, A Perfect Circle en Porcupine Tree. Hun muziek is een mengeling van metal, symfonische en psychedelische rockmuziek, en bevat langdurige, soms esoterisch aandoende muziekstukken van keyboard en gitaar, waarbij de bas altijd prominent aanwezig is, met daarnaast op zijn tijd heavymetal-riffs.

## Huidige bezetting
- Mariusz Duda – zang, basgitaar
- Piotr Kozieradzki – drums
- Michał Łapaj – keyboard (kwam in 2021 met soloalbum Are you there)
- Maciej Meller – gitaar

## Voormalige bandleden
- Piotr Grudziński – gitaar, overleden op 21 februari 2016 op 40-jarige leeftijd

## Discografie
- Riverside (2003, promo)
- Out of Myself (2003)
- Loose Heart (2004, single)
- Voices in My Head (2004, ep)
- Conceiving You (2005, single)
- Second Life Syndrome (2005)
- 02 Panic Room (2007, single)
- Rapid Eye Movement (2007, dubbel-cd)
- Schizophrenic Prayer (2008, single)
- Anno Domini High Definition (2009)
- Memories in my head (2011, ep)
- Shrine of new generation slaves (2013)
- Love, Fear and the Time Machine (2015)
- Eye of the soundscape (2016)
- Wasteland (2018)
- Story of my Dream (2021, single)
- ID.Entity (2023)

### Dvd
- Reality Dreams (2010), dubbel-dvd met liveconcert en fotomateriaal

## Hitlijsten

### Album
| Album met eventuele hitnotering(en) in de Nederlandse Album Top 100 | Datum van verschijnen | Datum van binnenkomst | Hoogste positie | Aantal weken | Opmerkingen |
| ------------------------------------------------------------------- | --------------------- | --------------------- | --------------- | ------------ | ----------- |
| Rapid eye movement                                                  | 28-09-2007            | 13-10-2007            | 73              | 2            |             |
| Anno domini high definition                                         | 19-06-2009            | 11-07-2009            | 58              | 1            |             |
| Shrine of new generation slaves                                     | 2013                  | 26-01-2013            | 28              | 3            |             |
| Love, Fear and the Time Machine                                     | 09-2015               | 12-09-2015            | 4               | 1*           |             |

| Album met hitnotering(en) in de Vlaamse Ultratop 200 albums | Datum van verschijnen | Datum van binnenkomst | Hoogste positie | Aantal weken | Opmerkingen |
| ----------------------------------------------------------- | --------------------- | --------------------- | --------------- | ------------ | ----------- |
| Shrine of new generation slaves                             | 2013                  | 26-01-2013            | 130             | 1*           |             |